# الدوري الأوروغواياني لكرة القدم 1924
الدوري الأوروغواياني لكرة القدم 1924 (بالإسبانية: Campeonato Uruguayo de Primera División 1924)‏ هو الموسم 24 من الدوري الأوروغواياني لكرة القدم. أشرف على تنظيمه اتحاد أوروغواي لكرة القدم، وكان عدد الأندية المشاركة فيه 12، وفاز فيه ناسيونال مونتيفيديو.